# Governor Generoso
Governor Generoso is een gemeente in de Filipijnse provincie Davao Oriental op het eiland Mindanao. Bij de laatste census in 2007 had de gemeente bijna 47 duizend inwoners.

## Geografie

### Bestuurlijke indeling
Governor Generoso is onderverdeeld in de volgende 20 barangays:
| - Anitap - Crispin Dela Cruz - Don Aurelio Chicote - Lavigan - Luzon - Magdug - Manuel Roxas - Monserrat - Nangan - Oregon | - Poblacion - Pundaguitan - Sergio Osmeña - Surop - Tagabebe - Tamban - Tandang Sora - Tibanban - Tiblawan - Upper Tibanban |

## Demografie
Governor Generoso had bij de census van 2007 een inwoneraantal van 46.745 mensen. Dit zijn 4.040 mensen (9,5%) meer dan bij de vorige census van 2000. De gemiddelde jaarlijkse groei komt daarmee uit op 1,25%, hetgeen lager is dan het landelijk jaarlijks gemiddelde over deze periode (2,04%). Vergeleken met de census van 1995 is het aantal mensen met 5.312 (12,8%) toegenomen.

De bevolkingsdichtheid van Governor Generoso was ten tijde van de laatste census, met 46.745 inwoners op 374,25 km², 124,9 mensen per km².